# ویلیام ادموندز
ویلیام ادموندز (ایتالیایی: William Edmunds؛ ۱۵ ژوئیه ۱۸۸۶ – ۷ دسامبر ۱۹۸۱) هنرپیشه اهل ایتالیا بود.
از فیلم‌ها یا برنامه‌های تلویزیونی که وی در آن نقش داشته است می‌توان به کازابلانکا، سه تفنگدار، آقا و خانم اسمیت، مک‌گینتی بزرگ، مادام کوری، زنگها برای که به صدا در می‌آیند، فرشتگانی با چهره‌های کثیف، آنا و سلطان سیام، لبه تاریکی، محموله عجیب، دزد دریایی، چهارراه هفتم، علامت زورو، فصل باران آمد، خوارز، فروشگاه کنار خیابان، آنی در ویندی پاپلز، قوی سیاه، اجتماع در فرانسه، خانه فرانکشتاین، چه زندگی شگفت‌انگیزی، دو دینامیت و نینواز هاملین اشاره کرد.